# Dionizy I (metropolita Moskwy)
Dionizy I (ros. Дионисий, imię świeckie: Dawid (ur. 1300 w okolicach Kijowa, zm. 15 października 1385) – biskup prawosławny, metropolita kijowski w latach 1384–1385, święty prawosławny. 
Data jego wstąpienia do monasteru jest nieznana. Wiadomo, że przed rokiem 1335 otrzymał pozwolenie przełożonego monasteru kijowsko-pieczerskiego na jego opuszczenie i rozpoczęcie życia pustelniczego na północy Rusi. Około 1335 był już na tyle szanowanym zakonnikiem, że razem z grupą uczniów założył w Niżnym Nowogrodzie Pieczerski Monaster Wniebowstąpienia Pańskiego. Został jego przełożonym; w klasztorze tym wśród jego uczniów duchowych byli późniejsi święci Eutymiusz Suzdalski i Makariusz Żełtowodzki. W 1352 z jego inicjatywy 12 innych mnichów opuściło klasztor, by prowadzić życie wędrowne i swoim przykładem upowszechniać zasady życia chrześcijańskiego. 
W 1374 został biskupem suzdalskim. W czasie wykonywania swoich obowiązków szczególnie angażował się w walkę ze strigolnikami. Około 1380 Dionizy udał się na pielgrzymkę do Konstantynopola, zaś w drodze powrotnej został uwięziony w Kijowie. Zmarł w więzieniu w 1385 i został pochowany w monasterze kijowsko-pieczerskim.